# Damián Quintero
Damián Quintero (Buenos Aires, 4 de julho de 1984) é um carateca espanhol, medalhista olímpico.

## Carreira
Quintero conquistou a medalha de prata nos Jogos Olímpicos de Verão de 2020 em Tóquio, após confronto na disputa contra o japonês Ryo Kiyuna na modalidade kata masculina. Ele também é três vezes medalhista de prata no evento de kata individual nos Campeonatos Mundiais, seis vezes medalhista de ouro em seu evento no Campeonato Europeu e duas vezes medalhista de ouro neste evento nos Jogos Europeus.